# Breaker
Breaker (с англ. — «Разрушитель») — третий студийный альбом немецкой хеви-метал-группы Accept, вышедший в 1981 году. В поддержку альбома группа отправилась в европейский тур совместно с британской командой Judas Priest.

## Об альбоме
Как и предыдущий альбом, этот также записывался на студии «Дельта» в Вильстере и продюсировался Дирком Штеффенсом. Впервые в истории группы запись звука осуществлял Михаэль Вагенер.
Предыдущий альбом имел скромный коммерческий успех, отчасти потому, что музыкальный материал его складывался под явным влиянием звукозаписывающей компании. Записывая альбом Breaker группа сразу определилась, что не будет слушать ничьих советов извне и не прогадала. Альбом получился весьма тяжёлым в плане звучания и стал первым альбомом, имеющим узнаваемое звучание группы.
По признанию Удо Диркшнайдера, этот альбом является его любимым за всю историю группы; даже личная звукозаписывающая компания этого певца носит название Breaker Records.
Обозреватель издания Louder особо выделяет открывающую альбом песню «Starlight» за сильный гитарный звук и качественное продюсирование, а также заглавный трек «Breaker» за бессмысленный, но забавный текст, который был написан в те времена, когда английский язык музыкантов был не очень хорош и группа записывала тексты песен, а затем использовала словарь, чтобы проверить, имеют ли они смысл. 
Завершающий первую сторону оригинального LP трек «Son Of A Bitch» — почти идеальный пример их музыкальной бескомпромиссности, который журнал Metal Hammer считает центральным в альбоме. Эта песня была подвергнута цензуре на японских, американских и британских изданиях. Вместо «Son Of A Bitch» текст песни гласил «Born To Be Whipped» — но фразы «You Asshole» и «Kiss My Ass» остались в неизменном виде. По мнению журналистки издания, Accept направляли свои оскорбления на звукозаписывающую компанию.

## Критика
Гэри Клэйдон из журнала Classic Rock считает, что большинство треков альбома Breaker, которые он содержал, представляют собой несложный, непретенциозный метал. В те времена группа выступала в стиле «оставьте свои мозги за дверью и отрывайтесь по полной».
По мнению немецкого издания журнала Metal Hammer, альбом Breaker так же важен для немецкого хэви-метала, как дебют Iron Maiden был важен для Новой волны британского хэви-метала. Этот диск не только ознаменовал начало золотых лет Accept, но и стал новаторским для звучания немецкой хэви-метал сцены. Кроме того, Breaker сыграл ключевую роль в том, чтобы помочь немецким хэви-метал группам получить международное признание. В 2024 году журнал включил эту запись в свой рейтинг «500 лучших металлических альбомов всех времён» и написал о нём: «С третьим альбомом и такими песнями, как „Starlight“ и „Son Of A Bitch“, Accept привлекают внимание и становятся пионерами молодой метал-сцены в Германии и во всем мире».
Журнал Decibel считает альбом одним из лучших в дискографии группы, в котором музыканты медленно, но верно становятся Accept, которых мы знаем и любим: «Абсурдная обложка выдает убийственный, стальной, немецкий метал, заключенный в нем. Это ещё не совсем на уровне прото-трэшевого хаоса Restless and Wild, но у нас уже есть бодрый, быстрый, экономичный и мелодичный тевтонский метал».

## Список композиций
Все песни написаны Accept
Сторона 1 LP
1. «Starlight» («Звёздный свет») (3:52)
2. «Breaker» («Разрушитель») (3:35)
3. «Run If You Can» («Беги, если сможешь») (4:49)
4. «Can’t Stand The Night» («Терпеть не могу ночь») (5:22)
5. «Son of a Bitch» («Сукин сын»)(3:55)

Сторона 2 LP
1. «Burning» («Горение») (5:15)
2. «Feelings» («Чувства») (4:48)
3. «Midnight Highway» («Полуночная автострада») (3:58)
4. «Breaking Up Again» («Снова разошлись») (4:49)
5. «Down and Out» («Потерявший всё») (3:42)

Некоторые фирмы выпустили диск с другим порядком композиций (проамериканский вариант)
Сторона 1 LP
1. «Midnight Highway» (3:58)
2. «Breaker» (3:35)
3. «Starlight» (3:52)
4. «Breaking Up Again» (4:49)
5. «Burning» (5:15)

Сторона 2 LP
1. «Run If You Can» (4:49)
2. «Feelings» (4:48)
3. «Down and Out» (3:42)
4. «Can’t Stand The Night» (5:22)
5. «Son of a Bitch» (3:55)

## Синглы
- «Burning» (1981)
- «Starlight» (1981)
- «Breaker» (1981)

## Некоторые релизы
Список неполный, имеются разные варианты обложки
- Breaker (Metronome Music GmbH, 0060.389) LP, ФРГ, 1981
- Breaker (Passport Records, PB 6010) LP, США, 1981
- Breaker (Passport Records, PB 6010) CC, США, 1981
- Breaker (Passport Records, PB 6010) LP, США, 1981
- Breaker (Victoria, E-30-515 (VLP-116)), LP, Испания, 1981
- Breaker (Brain\Polystar, 25S-30), LP, Япония, 1981
- Breaker (Polydor Records, 815622-1), LP, Франция, 1981
- I’m a Rebel/Breaker (???, ???), 2LP, ФРГ, 1981 (двойной диск с двумя альбомами)
- Breaker (Victoria, VMC-116), CC, Испания, 1987
- Breaker (Universal/Brain), CD, 1997
- Breaker (Breaker Records), CD, Германия, 1997
- Breaker (Nuclear Blast/NB 483-2), CD, Германия 2000
- Breaker (Steamhammer/SPV 6978), CD, Германия, 2005
- Breaker (Steamhammer Records 236978), LP, Германия, 2009

## Участники записи
- Удо Диркшнайдер — вокал
- Вольф Хоффман, — гитара
- Йорг Фишер — гитара
- Петер Балтес — бас-гитара, вокал «Breaking Up Again», вокал в мостике к припеву в «Midnight Highway».
- Штефан Кауфманн — ударные

Другие лица
- Дирк Штеффенс — аранжировки
- Михаэль Вагенер — звукооператор
- Стефан Боле — фото на конверте